# Vagnuttagning

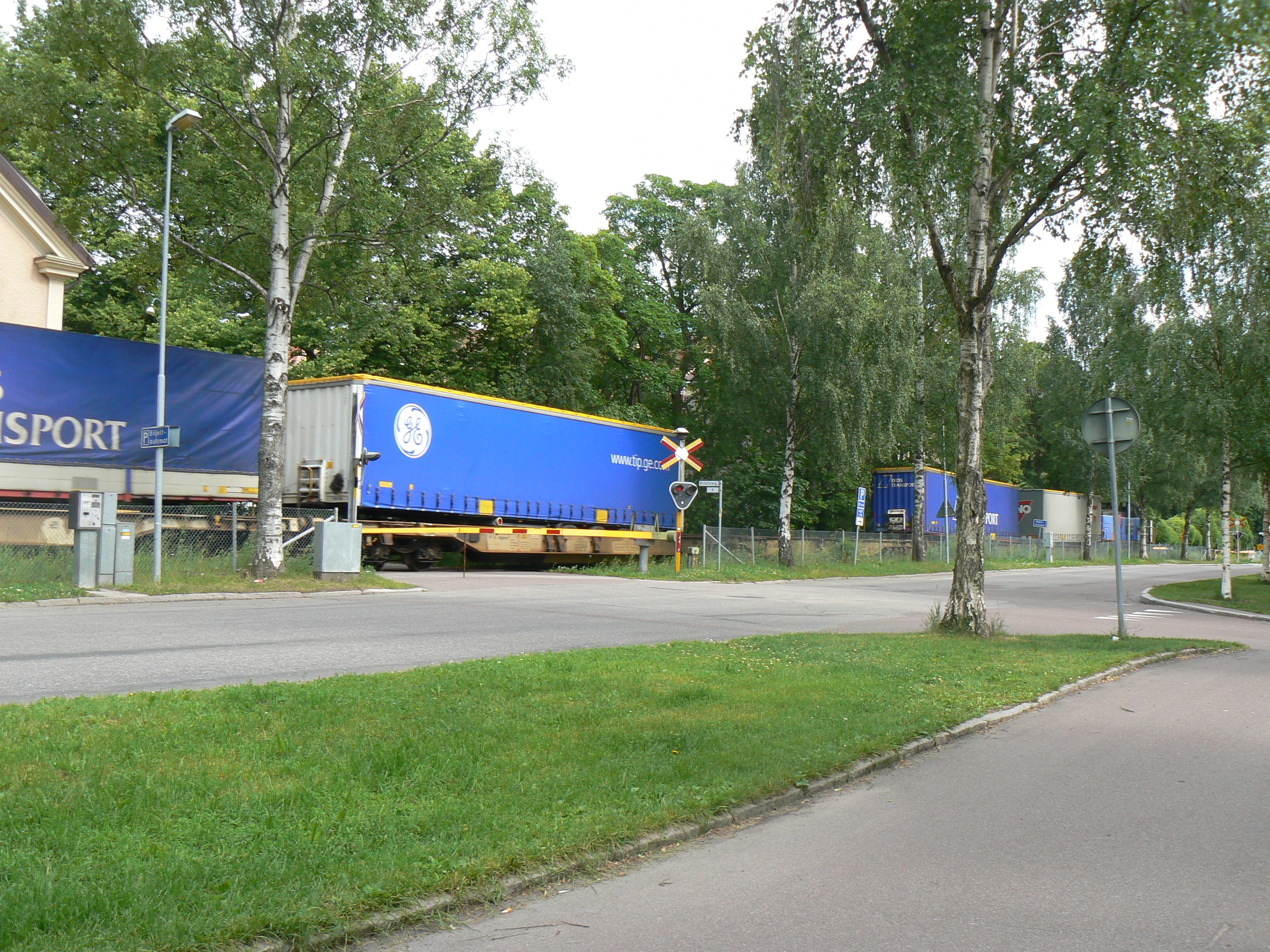
Vagnuttagning på Grycksbobanan i centrala Falun

Vagnuttagning, vut, var enligt tidigare svensk järnvägsterminologi en rörelseform på järnväg. Begreppet vagnuttagning ersattes juni 2009 av spärrfärd enligt Transportstyrelsens nya trafikförordning JTF. Samtidigt ersattes benämningen VUT-bana av det nya System S.

## Vagnuttagning/tåg
Till skillnad från rörelseformen tåg, som alltid gick från en station till en annan, kunde en vagnuttagning röra sig exempelvis från en station ut på linjen och senare tillbaka till samma station (typiskt: för banarbete eller dylikt), eller från en station till en linjeplats (typiskt: för växling av vagnar på sidospår vid industrier och dylikt). Under pågående vagnuttagning hölls stationssträckan (linjen mellan två bevakade stationer intill varandra) avspärrad, vilket innebar att vagnuttagningen skulle avslutas innan ett tåg fick trafikera sträckan. Flera vagnuttagningar samtidigt kunde däremot förekomma, exempelvis om flera olika fordonssätt framfördes till en arbetsplats på linjen.
Vagnuttagningar kunde gå på samma stationssträcka som vanliga tåg i två fall:
- Vagnuttagning efter tåg
- Vagnuttagning för transport

Vagnuttagning efter tåg kunde bara förekomma på sträcka utan linjeblockering (dagens System M) och fick inte köra fortare än siktfart (max 40 km/h, kunna stanna på siktsträckan).
Vagnuttagning för transport kunde bara förekomma på sträcka med fjärrblockering och fick då bara gå i en riktning, precis som tåg. Max 70 km/h.

## Krav på sammansättning
Vid vagnuttagning gällde delvis andra krav på fordonssättets sammansättning jämfört med tåg, exempelvis fick vagnar skjutas framför det fordon där föraren fanns, och tågfordon (fordon som är avsedda att framföras i tåg) fick blandas med andra fordon. Största tillåtna hastighet varierade men var begränsad till högst 70 km/h beroende på sammansättningen. 
I juli 2007 körde ett provtåg av typen Regina i 282 km/h, för att utprova lösningar för framtida höghastighetståg, nytt svenskt rekord. Banan norr om Skövde var avstängd för andra tåg under provkörningen och det var nog Sveriges snabbaste vagnuttagning. I augusti 2008 körde samma provtåg i 303 km/h på samma bana.

## Ansvar
För vagnuttagningen ansvarade en tillsyningsman (tsm) vars uppgifter bland annat var att inhämta starttillstånd från tågklareraren då rörelsen skulle påbörjas, se till att uppsikt hölls i rörelseriktningen då loket inte gick främst och att svara för uttagna nycklar till växlar eller ställverk. Tillsyningsmannen kunde vara föraren eller en särskild person.
På fjärrstyrda sträckor förekom vagnuttagning för transport, som (något förenklat) är en vagnuttagning som framförs under "tågliknande" former (läs: i en och samma riktning, från station till station, eventuellt förbi mellanliggande stationer).

## Vut-bana

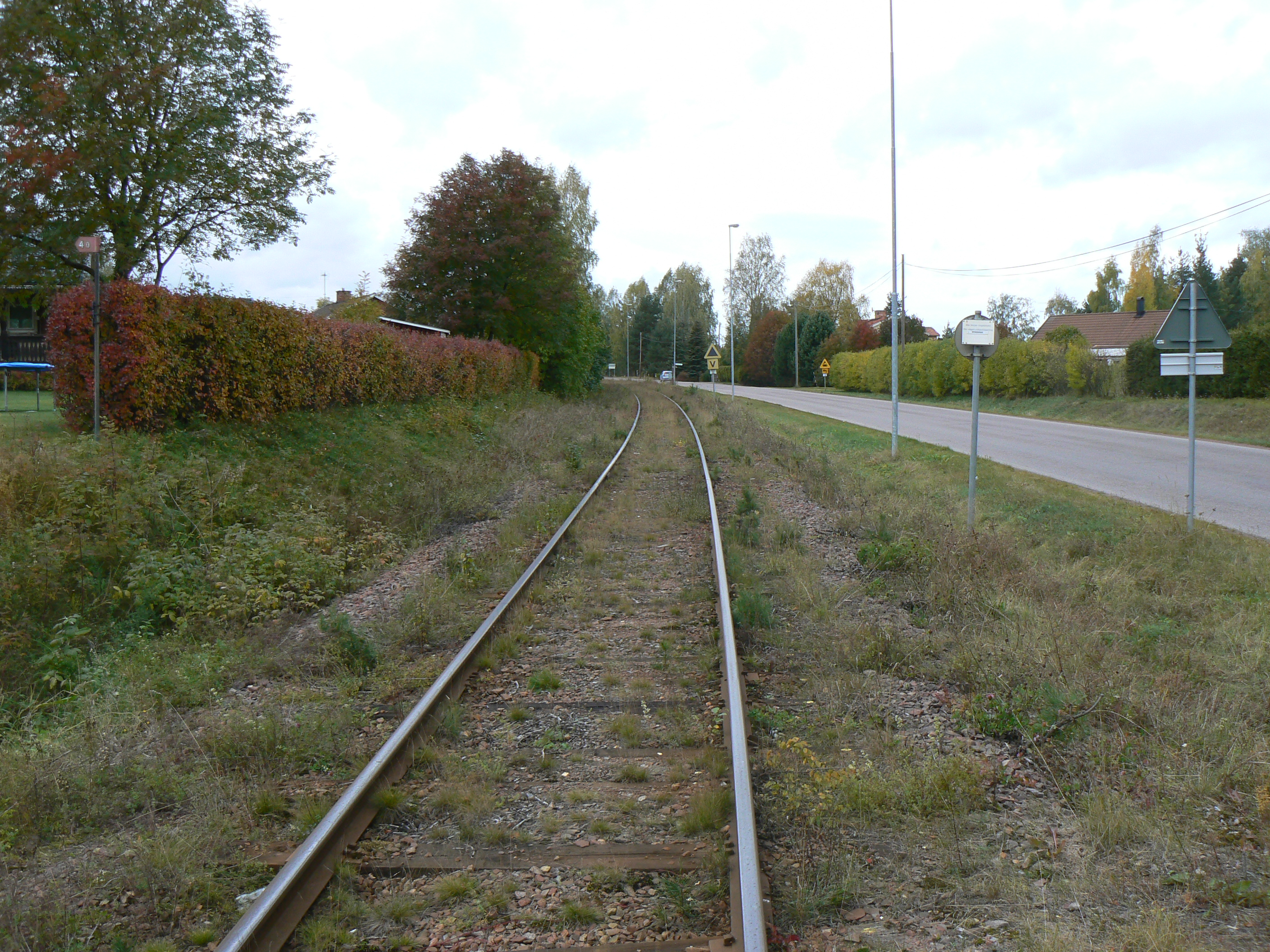
Mora-Märbäck är en vut-bana

På vissa järnvägssträckor med i princip enbart godstrafik förekom sedermera endast vagnuttagningar. Dessa banor, som oftast var "blindtarmar" med anknytning till övriga järnvägsnätet bara i ena änden, hade inga bevakade stationer utan i regel endast linjeplatser. Det fick då bara finnas ett tåg i rörelse åt gången på hela banan. När det bara går enstaka tåg per dag var detta bästa sättet att hantera trafiken. Ett exempel var Munkedal-Lysekil. 

## Olyckor och incidenter
Vagnuttagningar hade sämre säkerhet än normala tåg, eftersom det var manuell hantering, särskilt när man blandade vagnuttagningar med persontåg. Å andra sidan var hastigheten, åtminstone hos vagnuttagningarna, normalt lägre. Exempel på olyckor och incidenter:
- 1966 kolliderade ett motorvagnståg med ett arbetståg (vagnuttagning) utanför Bollnäs. 6 döda (Järnvägsolyckorna i Holmsveden)
- 1978 kolliderade ett motorvagnståg med en vagnuttagning i Lugnvik-Östersund. 10 omkom och 26 skadades.
- 2003, 16 juni. 20 människor skadades när en vagnuttagning (godståg) körde in i ett stillastående persontåg i Hok utanför Vaggeryd.[1]
- 2008, 9 juni. Ett pendeltåg kolliderade nästan med ett banarbetståg nära Norsesund. Förarna såg tågen på kollisionskurs och hann stanna.